# Egeskov (Fredericia Kommune)
 For alternative betydninger, se Egeskov. (Se også artikler, som begynder med Egeskov)
Egeskov er en lille by i Sydjylland med 658 indbyggere  (2024). Egeskov er beliggende nær Vejle Fjord en kilometer vest for Bøgeskov, seks kilometer nord for Fredericia og 18 kilometer sydøst for Vejle. Byen tilhører Fredericia Kommune og er beliggende i Region Syddanmark.
I Egeskov ligger Egeskov Kirke (Vejlby Kirke), dagligvareforretning samt forsamlingshus. Indtil 1972 fandtes der skole i Egeskov. Denne blev dog nedlagt sammen med en tilsvarende i Trelde, da der blev bygges en større skole i Bøgeskov.
Indtil midten af 1960'erne bestod Egeskov af ca. 10-15 husstande, hvorefter udstykninger til parcelhuse begyndte, og antallet af husstande steg kraftigt.
Egeskov hører til Vejlby Sogn og er en del af Treldeområdet nord for Fredericia.